# Milltown (Indiana)
Milltown és un poble dels Estats Units a l'estat d'Indiana. Segons el cens del 2000 tenia 932 habitants.

## Demografia
Segons el cens del 2000, Milltown tenia 932 habitants, 369 habitatges, i 260 famílies. La densitat de població era de 255,2 habitants/km².
Dels 369 habitatges en un 29,8% hi vivien nens de menys de 18 anys, en un 55,8% hi vivien parelles casades, en un 10% dones solteres, i en un 29,3% no eren unitats familiars. En el 23,8% dels habitatges hi vivien persones soles el 13,3% de les quals corresponia a persones de 65 anys o més que vivien soles. El nombre mitjà de persones vivint en cada habitatge era de 2,51 i el nombre mitjà de persones que vivien en cada família era de 2,94.
Per edats la població es repartia de la següent manera: un 26,3% tenia menys de 18 anys, un 8,4% entre 18 i 24, un 27,6% entre 25 i 44, un 20,4% de 45 a 60 i un 17,4% 65 anys o més.
L'edat mediana era de 37 anys. Per cada 100 dones de 18 o més anys hi havia 87,2 homes.
La renda mediana per habitatge era de 37.344 $ i la renda mediana per família de 41.339 $. Els homes tenien una renda mediana de 31.125 $ mentre que les dones 22.625 $. La renda per capita de la població era de 17.746 $. Entorn del 8,2% de les famílies i el 13,5% de la població estaven per davall del llindar de pobresa.

## Poblacions més properes
El següent diagrama mostra les poblacions més properes.